# Francisco Sánchez Betancourt
Francisco Sánchez Betancourt (Camagüey, Cuba, 31 de enero de 1827 - Ibídem, 30 de agosto de 1894) fue un político y patriota cubano del siglo XIX. Masón de la Logia Tínima, fue uno de los alzados en Las Clavellinas. Delegado por Camagüey a la Asamblea de Guáimaro, fue representante de la Cámara por dicho estado hasta que esta se disolvió a inicios de 1878. 

## Orígenes y primeros años
Nació en Camagüey, Cuba, el 31 de enero de 1827. Hijo de los aristócratas cubanos Benjamín Sánchez y de la Pera y de Luisa Betancourt y Betancourt. Perteneciente a una de las familias más ilustres de la región, Francisco contrajo matrimonio con la joven Concepción Agramonte Boza. Con su esposa Conchita, Francisco tuvo doce hijos.
Involucrado con las otras familias cubanas de la ciudad que conspiraban contra la autoridad española en Cuba, Francisco fue fundador y activo participante de la logia masónica Tínima, una de las muchas logias que utiliaron los patriotas cubanos para conspirar por la independencia de la Isla.

## Guerra de los Diez Años
Se incorporó a la Guerra de los Diez Años (1868-1878), como los demás camagüeyanos, en el Alzamiento de las Clavellinas, en noviembre de 1868. Al incorporarse a la guerra, junto a sus hijos mayores, Francisco estaba muy enfermo de tuberculosis. Sin embargo, decidió continuar con el alzamiento. 
Su esposa Conchita, junto con las niñas y los niños menores, se trasladaron a residir, durante algunos meses, en la ciudad de Guáimaro, recién liberada por los cubanos. En febrero de 1869, Francisco fue elegido, junto con Salvador Cisneros Betancourt, Ignacio Agramonte, Eduardo Agramonte Piña y Antonio Zambrana como delegados a la Asamblea Constituyente.
Fue importante su participación en la "Asamblea de Representantes del Centro" y posteriormente en la de Guáimaro, donde resultó elegido representante de la Cámara, manteniéndose en dicho puesto hasta que finalizó la guerra, resistiendo las dificultades de la vida en campaña, enfermo de tuberculosis y bajo la constante persecución de las tropas enemigas. 
El 10 de febrero de 1878, se firma el Pacto del Zanjón, que pone fin oficialmente a la guerra. Muchos de los que no estuvieron de acuerdo con dicho pacto, participaron en la Protesta de Baraguá, encabezada por el Mayor General Antonio Maceo, el 15 de marzo de 1878. Sin embargo, Francisco, agotado y enfermo, se retiró de la política, para dedicarse a su familia.

## Exilio, retorno y muerte
Poco después del fin de la Guerra de los Diez Años (1868-1878), Francisco Sánchez, marchó al exilio en Nueva York a reencontrarse con su espoasa e hijas, a las cuales no veía desde 1871. Conchita había tenido que trabajar de costurera para mantener a la familia, mientras Francisco se encontraba en Cuba, durante la guerra.
Ya en plena Tregua Fecunda (1880-1895), la familia Sánchez Betancourt regresó a su ciudad de origen, desde donde brindaron apoyo a los planes de José Martí (1853-1895) de reiniciar la Guerra de Independencia cubana, lo cual finalmente sucedería en 1895. Sin embargo, Francisco no logró ver el inicio de dicha guerra, pues falleció de causas naturales el 30 de agosto de 1894, en su ciudad natal.
Uno de sus hijos fue el General Eugenio Sánchez Agramonte.